# Nguyên thủ Cộng hoà Karachay-Cherkessia
Nguyên thủ Cộng hoà Karachay-Cherkessia (Tiếng Kabardia: Къэрэшей-Шэрджэс Республикэм и Тхьэмадэ, Latinh-hóa: Qereshey-Sherjes Respublikem i Tkh'emade; Tiếng Karachay-Balkar: Къарачай-Черкес Республиканы Башчысы, Latinh-hóa: Qarachay-Cherkes Respublikany Bashchysy) - trước tháng 4 năm 2011 thì vị trí mang tên là Tổng thống Cộng hoà Karachay-Cherkessia - là người đứng đầu của Cộng hoà Karachay-Cherkessia, một trong những nước cộng hoà thuộc Nga.

## Lịch sử
Sau khi vùng tự quản Karachay-Cherkessia được tái thành lập vào năm 1957 và nằm trong vùng lãnh thổ Stavropol thuộc Liên Xô. Vai trò lãnh đạo vùng được giao cho Uỷ ban vùng Lãnh thổ Karachay-Cherkessia (cho đến mùa xuân 1990), tuy nhiên quyền lực thực tế lại nghiên về Uỷ ban của vùng lãnh thổ Stavropol. 
Từ năm 1988 đến năm 1991, Valentin Lesnichenko trở thành Tổng Bí thư đầu tiên của Uỷ ban vùng. Từ tháng 3 năm 1990, điều 6 Hiến pháp Liên Xô bị bãi bỏ, gây ra sự suy yếu quyền lực nghiêm trọng với hệ thống độc đảng đang tồn tại ở Liên Xô. Các uỷ ban vùng bắt đầu hoạt động với vai trò là một nghị viện cộng hoà và hệ quả là các tổng bí thư của các Uỷ ban vùng trở thành người đứng đầu các "nghị viện" của vùng.
Ngày 22 tháng 3 năm 1990, Lesnichenko trở thành người đứng đầu của Hội đồng Đại biểu Nhân dân, một chức vụ mới được chọn vào tháng 3 cùng năm. Vào cùng ngày, Vladimir Khubiyev được tái lựa chọn làm Chủ tịch Ban Chấp hành vùng.
Ngày 30 tháng 9 năm 1990, phiên họp Hội đồng Đại biểu Nhân dân Karachay-Cherkessia quyết định tách khỏi vùng ra khỏi vùng lãnh thổ Stavropol và trở thành một nước Cộng hoà Xô viết Xã hội chủ nghĩa trực thuộc Liên Xô. Vào ngày 3 tháng 7 năm 1991, quyết định này đã được Xô viết Tối cao Liên Xô phê chuẩn. Tuy nhiên, theo điều 104 của Hiến pháp Liên Xô, các vấn đề về cơ cấu nhà nước-quốc gia của Liên bang Nga thuộc thẩm quyền đơn nhất của Đại hội Đại biểu Nhân dân Liên Xô.
Vào ngày 3 tháng 12 năm 1991, Hội đồng Đại biểu Nhân dân ra quyết định tái thành lập Cộng hoà Karachay. Tuy nhiên đến ngày 5, Hội đồng lại ra quyết định bỏ phiều thăm dò về sự tồn tại của Cộng hoà Karachay-Cherkessia. Vào ngày 13 tháng 1 năm 1992, Tổng thống Liên bang Nga, ông Boris Yeltsin, theo thỏa thuận với Hội đồng Nhân dân, đã bổ nhiệm Khubiyev làm quyền người đứng đầu chính quyền của Karachay-Cherkess trong một thời gian cho đến khi bầu cử Xô Viết Tối cao của Karachay-Cherkess được diễn ra .
Vào tháng 1 năm 1993, Hội đồng Đại biểu khu vực cũ được chuyển thành Hội đồng tối cao và Hội đồng Bộ trưởng được thành lập, Khubiev một lần nữa được bầu làm chủ tịch cho đến tận năm 1999.
Vào tháng 4-tháng 5 năm 1999, cuộc bầu cử tổng thống đầu tiên ở Karachay-Cherkessia đã diễn ra. Ở vòng thứ hai, cựu Tổng tư lệnh Lực lượng Mặt đất Vladimir Semyonov đã đắc cử. Ông nhận được 75% phiếu bầu so với 18% cho Derev, nhưng phe đối lập không công nhận kết quả và kiện họ tại các tòa án các cấp trong vòng sáu tháng.
Năm 2004, các cuộc bầu cử trực tiếp người đứng đầu các khu vực ở Nga đã bị hủy bỏ theo sáng kiến của Tổng thống Nga Vladimir Putin. Ngày 11 tháng 12 năm 2004, Putin đã đưa ra dự luật mới: Người đứng đầu khu vực, theo đề xuất của Tổng thống Liên bang Nga, được quốc hội khu vực họp kín để phê chuẩn. Người đứng đầu nhà nước cũng có quyền cách chức người đứng đầu các khu vực "liên quan đến việc mất niềm tin của Tổng thống Liên bang Nga, do thực hiện không đúng nhiệm vụ của họ, cũng như trong các trường hợp khác được quy định bởi luật liên bang .
Năm 2013, Tổng thống Liên bang Nga đã ký ban hành luật cho phép các chủ thể liên bang lựa chọn giữa việc bầu cử trực tiếp và bầu cử quốc hội theo ba ứng cử viên được tổng thống lựa chọn từ đề xuất theo phía Hội đồng vùng. Ở Karachay-Cherkessia, Hội đồng thống nhất lựa chọn phương án thứ hai. Vì vậy, vào tháng 12 năm 2013, Hiến pháp của Cộng hòa Karachay-Cherkessia đã được sửa đổi, theo đó việc bầu cử trực tiếp người đứng đầu nước cộng hòa được thay thế bằng thủ tục bổ nhiệm thông qua đề xuất tổng thống Nga qua quá trình bầu cử đại biểu quốc hội.

## Danh sách nguyên thủ
| Tên (Sinh – mất)                                  | Chân dung                                         | Nhiệm kỳ làm việc                                 | Thời gian nhiệm kỳ                                | Đảng                                              | Đảng                                              | Bầu cử                                            |
| Nguyên thủ Hành pháp Cộng hoà Karachay-Cherkessia | Nguyên thủ Hành pháp Cộng hoà Karachay-Cherkessia | Nguyên thủ Hành pháp Cộng hoà Karachay-Cherkessia | Nguyên thủ Hành pháp Cộng hoà Karachay-Cherkessia | Nguyên thủ Hành pháp Cộng hoà Karachay-Cherkessia | Nguyên thủ Hành pháp Cộng hoà Karachay-Cherkessia | Nguyên thủ Hành pháp Cộng hoà Karachay-Cherkessia |
| ------------------------------------------------- | ------------------------------------------------- | ------------------------------------------------- | ------------------------------------------------- | ------------------------------------------------- | ------------------------------------------------- | ------------------------------------------------- |
| Vladimir Khubiyev (1932 – 2004)                   |                                                   | 13 tháng 1 năm 1992 – 28 tháng 4 năm 1995         | 3 năm, 105 ngày                                   |                                                   | Không đảng                                        | –                                                 |
| Nguyên thủ Cộng hoà Karachay-Cherkessia           |                                                   |                                                   |                                                   |                                                   |                                                   |                                                   |
| Vladimir Khubiyev (1932 – 2004)                   |                                                   | 28 tháng 4 năm 1995 – 24 tháng 5 năm 1999         | 4 năm, 26 ngày                                    |                                                   | Không đảng                                        | –                                                 |
| Igor Ivanov (1937 – 2000)                         |                                                   | 24 tháng 5 – 24 tháng 7 năm 1999                  | 61 ngày                                           |                                                   | Không đảng                                        | –                                                 |
| Valentin Vlasov (1946 – 2020)                     |                                                   | 24 tháng 7 – 14 tháng 9 năm 1999                  | 52 ngày                                           |                                                   | Không đảng                                        | –                                                 |
| Vladimir Semyonov (Sinh 1940)                     |                                                   | 14 tháng 9 năm 1999 – 25 tháng 8 năm 2000         | 346 ngày                                          |                                                   | Không đảng                                        | 1999                                              |
| Tổng thống Cộng hoà Karachay-Cherkessia           |                                                   |                                                   |                                                   |                                                   |                                                   |                                                   |
| Vladimir Semyonov (Sinh 1940)                     |                                                   | 25 tháng 8 năm 2000 – 4 tháng 9 năm 2003          | 3 năm, 10 ngày                                    |                                                   | Không đảng                                        | –                                                 |
| Mustafa Batdyyev (Sinh 1950)                      |                                                   | 4 tháng 9 năm 2003 – 4 tháng 9 năm 2008           | 5 năm, 0 ngày                                     |                                                   | Không đảng                                        | 2003                                              |
| Boris Ebzeyev (Sinh 1950)                         |                                                   | 4 tháng 9 năm 2008 – 28 tháng 2 năm 2011          | 2 năm, 177 ngày                                   |                                                   | Không đảng                                        | –                                                 |
| Rashid Temrezov (Sinh 1976)                       |                                                   | 1 tháng 3 năm 2011 – 7 tháng 4 năm 2011           | 2 năm, 177 ngày                                   |                                                   | Nước Nga Thống nhất                               | –                                                 |
| Nguyên thủ Cộng hoà Karachay-Cherkessia           |                                                   |                                                   |                                                   |                                                   |                                                   |                                                   |
| Rashid Temrezov (Sinh 1976)                       |                                                   | 7 tháng 4 năm 2011 – 27 tháng 2 năm 2016          | 14 năm, 98 ngày                                   |                                                   | Nước Nga Thống nhất                               | –                                                 |
| Rashid Temrezov (Sinh 1976)                       | 27 tháng 2 năm 2016 – 18 tháng 9 năm 2016         | –                                                 | 14 năm, 98 ngày                                   |                                                   | Nước Nga Thống nhất                               |                                                   |
| Rashid Temrezov (Sinh 1976)                       | 18 tháng 9 năm 2016 – Tại nhiệm                   | 2016                                              | 14 năm, 98 ngày                                   |                                                   | Nước Nga Thống nhất                               |                                                   |
| Rashid Temrezov (Sinh 1976)                       | 18 tháng 9 năm 2016 – Tại nhiệm                   | 2021                                              | 14 năm, 98 ngày                                   |                                                   | Nước Nga Thống nhất                               |                                                   |